# یاکی دودل
یاکی دودِل (انگلیسی: Yakky Doodle) یک مرغابی انسان‌وارهٔ کارتونی زردرنگ با بال‌های سبز است که با دوستش «چاپر» که یک سگِ بولداگاست زندگی می‌کند.
یاکی دودِل از ساخته‌های هانا-باربرا است و اردکی است که همیشه توی دردسر می‌افتند و دشمنانش «فی‌بر روباهه» و «اَلفی گِـیتور» به‌دنبال بدام انداختن او هستند.
نام این شخصیت کارتونی، هجو و کنایه‌ای از ترانهٔ «احمق آمریکایی» (Yankee Doodle) است.